# Blankenheim-Wald
Blankenheim-Wald ist eine Ortslage in der Gemeinde Blankenheim (Ahr) im Kreis Euskirchen in Nordrhein-Westfalen. Zum 31. Dezember 2003 waren 69 Bewohner in Blankenheim-Wald registriert, das auf 492 m ü. NHN liegt. Östlich von Blankenheim-Wald liegt Blankenheimerdorf, zu dessen Gemarkung es gehört und mit dem es in weiten Teilen auch seine Geschichte teilt.

## Lage
Durch die Ortslage Blankenheim-Wald fließt die Urft nach etwa einem Drittel ihres Verlaufs von Schmidtheim nach Nettersheim. Im Westen grenzen die Gemeinden Dahlem und Nettersheim an.
Umrahmt wird die Ortslage nach Osten im Uhrzeigersinn vom Küchenberg (530,8 m ü. NHN) (Lage), Schäferberg (537,9 m ü. NHN) (Lage) und Hütterberg (529 m ü. NHN) (Lage). Jenseits der Urft und im Westen des Bahnhofs- und Gewerbegeländes erstrecken sich größere Waldungen (Staatsforst Schleiden). Im südlichen Bereich des Bahnhofsareals fließt von Westen kommend der Wisselbach in die Urft. Er bildet zugleich auch die Gemeindegrenze von Dahlem und Nettersheim.
Das Naturschutzgebiet Haubachtal, Dietrichseiffen mit Urftaue bei Blankenheim-Wald (EU-131) umschließt die Ortslage.

## Verkehr

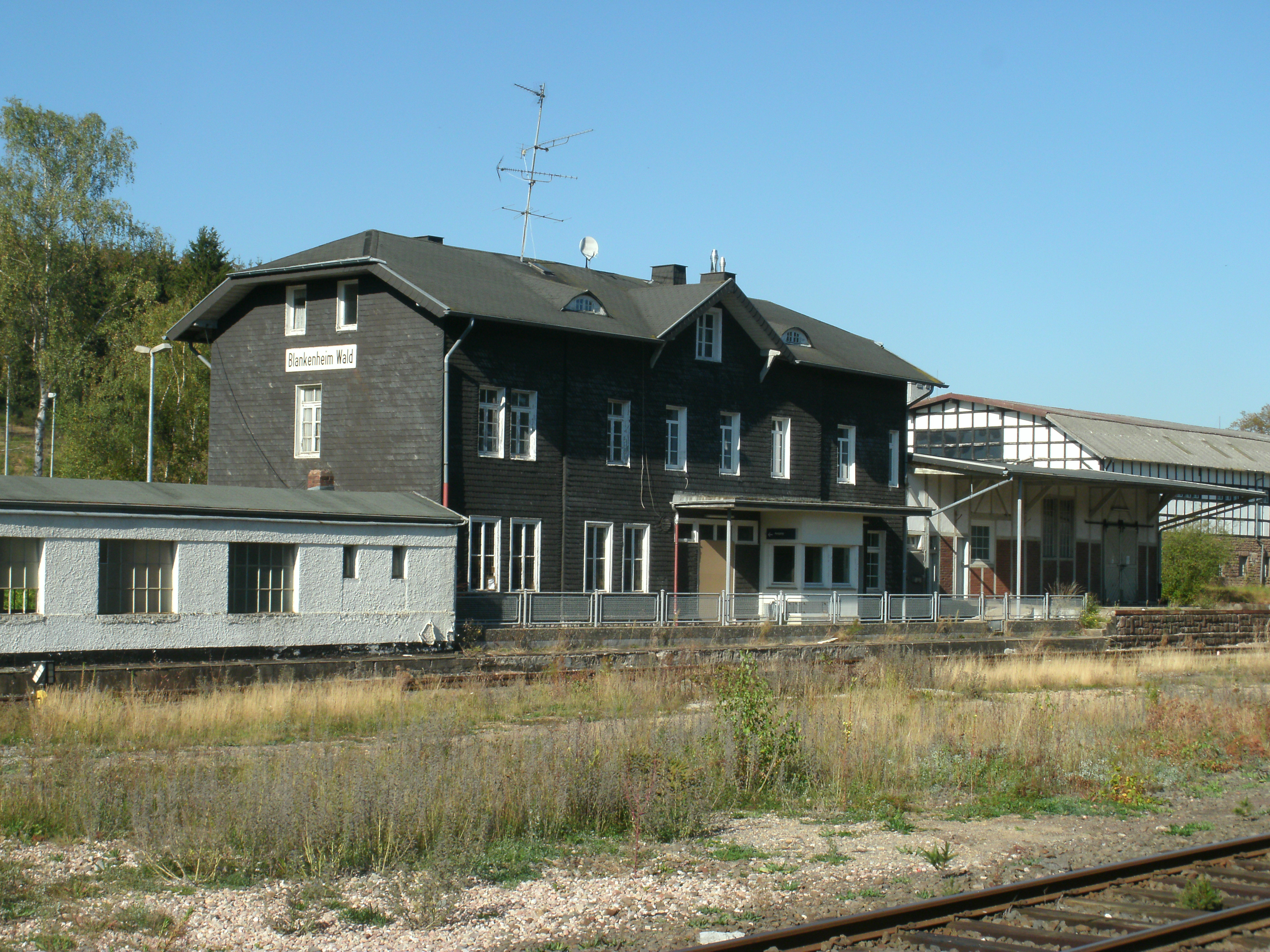
Gleisseite des Bahnhofsgebäudes Blankenheim (Wald) im Jahr 2011

Nördlich von Blankenheim-Wald verläuft die Bundesstraße 258, die auf ihrer Trasse von Blankenheim nach Schleiden kurz hinter Blankenheimerdorf unter der Bundesstraße 51 hindurchgeführt wird. Früher verlief sie durch die Ortslage Blankenheim-Wald über die Alteburger Straße und die Urftstraße. Mit der Ortsumgehung wurde sie an den nördlichen Ortsrand verlegt.
Der Ort entstand mit der Anlage des Bahnhofs Blankenheim (Wald) im Jahr 1870 an der Eifelstrecke Euskirchen–Trier, er ist der einzige noch in Betrieb befindliche Bahnhof in der Gemeinde Blankenheim. Ab 1913 zweigte dort die Bahnstrecke Ahrdorf–Blankenheim ab; diese Verbindung wurde ab 1947 schrittweise stillgelegt und ab 1963 nach und nach abgebaut, zuletzt 1980 der Streckenabschnitt Blankenheim (Ahr) – Blankenheim (Wald). 
| Linie       | Verlauf | Takt          |
| ----------- | --- | ------------- |
| RE 22 RB 22 | Eifel-Express: Köln Messe/Deutz – Köln Hbf – Köln West – Köln Süd – Erftstadt – Weilerswist – Euskirchen – Mechernich – Kall – Urft (Steinfeld) – Nettersheim – Blankenheim (Wald) – Schmidtheim – Dahlem (Eifel) – Jünkerath – Lissendorf – Oberbettingen-Hillesheim – Gerolstein (Gattungswechsel RE/RB) – Birresborn – Mürlenbach – Densborn – Usch/Zendscheid – St. Thomas – Kyllburg – Bitburg-Erdorf – Hüttingen – Philippsheim – Speicher – Auw an der Kyll – Daufenbach – Kordel – Ehrang – Pfalzel – Trier Hbf (aufgrund von Hochwasserschäden längerfristig im Schienenersatzverkehr zwischen Kall und Gerolstein) Stand: April 2023 | 60 min        |
| RB 24       | Eifel-Bahn: Köln Messe/Deutz – Köln Hbf – Köln West – Köln Süd – Hürth-Kalscheuren – Brühl-Kierberg – Erftstadt – Weilerswist – Weilerswist-Derkum – Euskirchen-Großbüllesheim – Euskirchen – Satzvey – Mechernich – Scheven – Kall – Urft (Steinfeld) – Nettersheim – Blankenheim (Wald) – Schmidtheim – Dahlem (Eifel) – Jünkerath – Lissendorf – Oberbettingen-Hillesheim – Gerolstein (aufgrund von Hochwasserschäden längerfristig im Schienenersatzverkehr zwischen Kall und Gerolstein) Stand: April 2023 | einzelne Züge |

Seit 2017 engagiert sich ein Förderverein für die Erhaltung und nachhaltige Nutzung des Bahnhofsgebäudes.
Die VRS-Buslinie 832 der RVK verbindet den Ort mit Blankenheim und Ahrdorf. Zusätzlich verkehren an Schultagen einzelne Fahrten der Linie 886. Samstags sowie sonn- und feiertags von April bis Oktober verkehrt die Linie 770 als Wanderbus von Kall nach Mirbach und zurück.
| Linie | Verlauf |
| ----- | --- |
| 770   | Wanderbus (nur samstags, sonn- und feiertags von April bis Oktober): Kall Bf – Urft Bf – Steinfeld – Nettersheim Bf – Marmagen – Blankenheim (Wald) Bf – Blankenheim Busbf – Blankenheim Rathaus – (Ripsdorf ← Alendorf ←) Mirbach |
| 832   | MiKE (Blankenheim – Ahrdorf, außer im Schülerverkehr): Blankenheim (Wald) Bf – Blankenheimerdorf – Blankenheim Busbf – Blankenheim Rathaus – Reetz – Freilingen – Lommersdorf – Ahrhütte – (Dollendorf –) Uedelhoven – Ahrdorf     |
| 886   | MiKE (außer im Schülerverkehr): (Blankenheim-Wald – Milzenhäuschen –) Marmagen – Wahlen – (Diefenbach – Steinfelderheistert – Gillenberg –) Steinfeld – Urft Bf – Sötenich – Kall Bf                                               |

## Wirtschaft
Neben dem Bahnhof, der inzwischen seine Bedeutung weitgehend einbüßte und dessen Bahnhofsgebäude leer steht, haben sich in Blankenheim-Wald auf dem Bereich eines früheren Sägewerkes verschiedene Gewerbebetriebe angesiedelt. 

## Tourismus

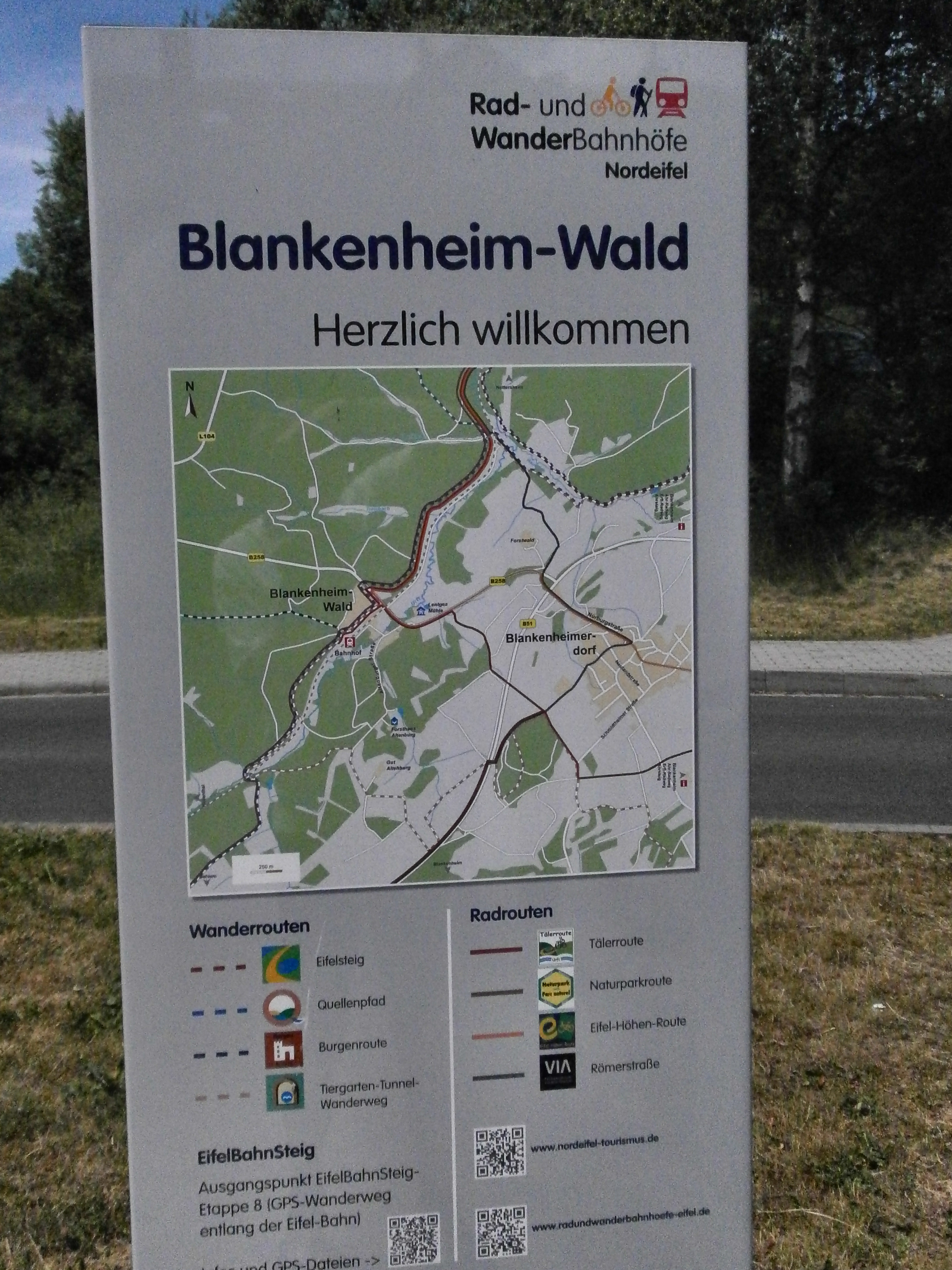
Hinweisschild auf Rad- und Wanderwege am Bahnhof Blankenheim (Wald)

Der Bahnhof Blankenheim-Wald ist sowohl Ausgangspunkt für den Tiergartentunnel-Wanderweg als auch für Fahrrad-Touristen, die von dort den Ahr-Radweg ahrabwärts ab Blankenheim erreichen möchten. 

## Baudenkmäler
Jenseits der Bundesstraße befindet sich die ehemalige Blankenheimerdorfer Mühle oder auch Lentgesmühle. Sie wurde am 18. Mai 1987 unter Nr. 1 in die Denkmalliste der Gemeinde Blankenheim eingetragen.
Nach Süden schließen sich über die Alteburger Straße die Gräfliche Beissel’sche Revierförsterei Forsthaus Alteburg und danach das Gut Altenburg sowie die Reste der benachbarten Altenburg an.

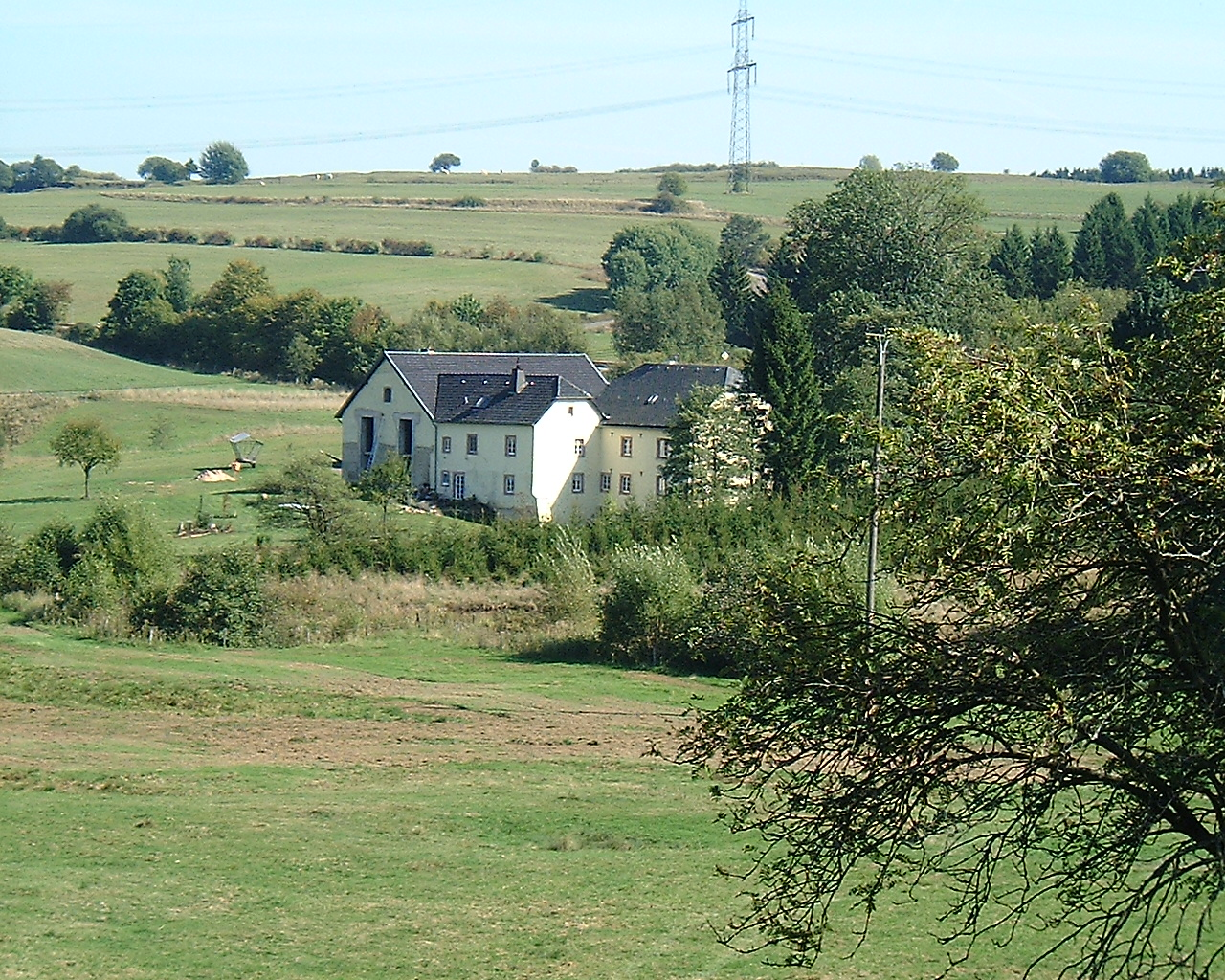
Lentgesmühle
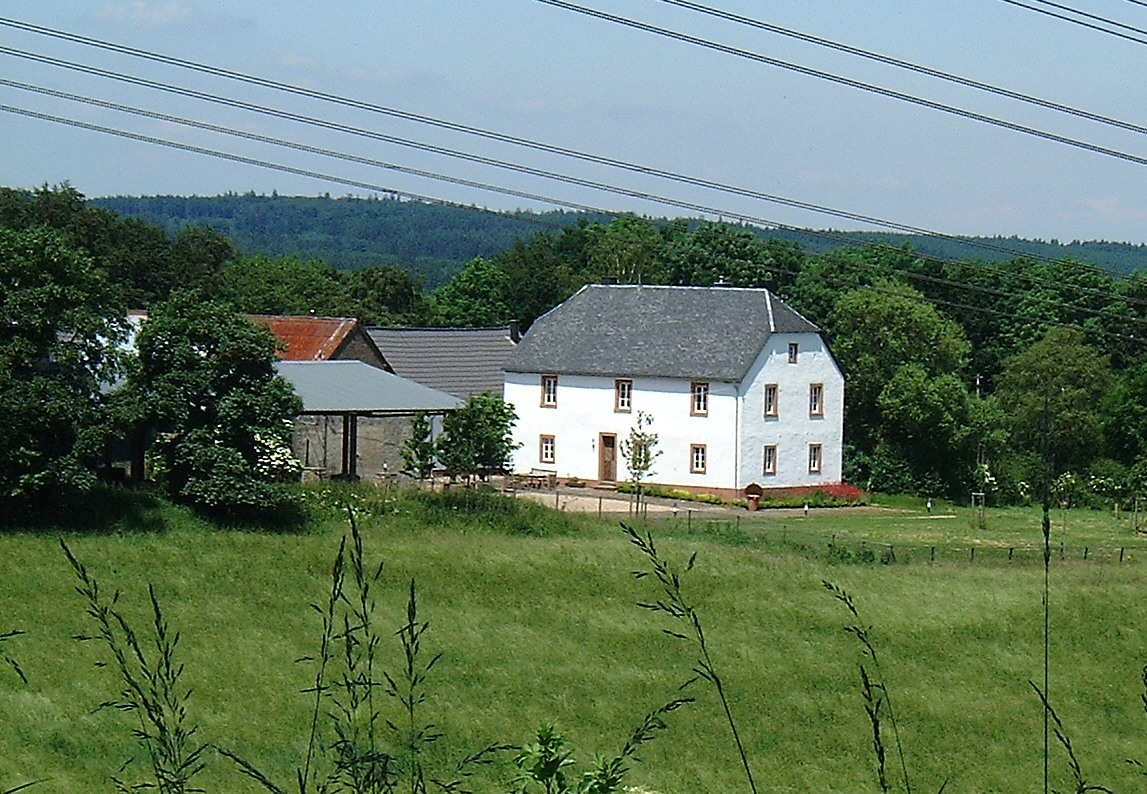
Gut Altenburg